# Santuario di Arantzazu
Il santuario di Arantzazu (“biancospino” in lingua basca; in basco Arantzazuko santutegia, in spagnolo santuario de Nuestra Señora de Aránzazu) è un santuario mariano situato a Oñati, un paese di diecimila abitanti dei Paesi Baschi. In esso è conservata un'immagine della Vergine rinvenuta nel 1468 da un pastore. Il santuario è una delle opere architettonico-artistiche più importanti realizzate nei Paesi baschi nel XX secolo.

La Madonna di Arantzazu è la Patrona principale della Regione Basca. La sua festa principale si tiene il 9 settembre.

## Posizione geografica
Il Santuario di Arantzazu si trova sulla cima di una collina sopra Oñati. È situato in un ambiente molto selvaggio pieno di rocce e scogliere, a oltre 750 metri sul livello del mare. A nord si trova Aizkorri, la vetta più alta della provincia di Gipuzkoa, e il santuario si trova sul pendio di Alona.

## Storia

### Fondazione
L'origine del santuario risale al 1468 quando il giovane pastore Errodrigo Baltzategiko (in spagnolo: Rodrigo de Baltzategui), mentre stava camminando sul monte Alona, una brulla collina che sovrasta il paese di Oñati, scorse, dentro un cespuglio di biancospino, una piccola statua in pietra recante l'immagine della Vergine. Sorpreso esclamò: «Arantzan Zu?», cioè: "Tu, su questi spini?", da cui il nome di Aranzazu dato al luogo della scoperta e alla sacra immagine. In quel periodo il paese stava attraversando una terribile siccità e, quando si diffuse la notizia della scoperta dell'immagine, gli abitanti pregarono spontaneamente e subito piovve abbondantemente. Come ringraziamento i fedeli costruirono sulla collina un oratorio con pietre a secco, coperto da sterpaglie alla maniera degli ovili. 
Anni dopo, grazie alla generosità di Juania de Arriaran, una donna del luogo, vennero edificati un santuario e un monastero. Nel 1511 una comunità di Frati Minori Francescani prese in custodia il santuario. Nel 1522 Sant'Ignazio, in viaggio da Loyola a Navarrete, vi sostò una notte. 
Nel corso della sua lunga storia il santuario fu distrutto due volte da incendi e una terza volta manu militari. Il primo incendio avvenne nel 1553; il secondo si verificò nel 1622. Infine, il 18 agosto 1834, durante la prima guerra carlista, il generale José Ramón Rodil y Campillo ordinò la distruzione del complesso monastico e del santuario. Arantzazu rimase abbandonato per undici anni. 
Nel 1845 iniziarono i lavori di ricostruzione e, il 19 novembre 1846, l'immagine della Beata Vergine, messa al sicuro a Oñati, fu riportata nel santuario. Nel 1878 i monaci francescani ritornarono a vivere nel monastero; da allora operarono costantemente per aumentare la fama e l'importanza del santuario. 
L'influenza di Arantzazu nella vita religiosa e culturale di tutto il Paese Basco è innegabile. Il 6 giugno 1886 l'immagine fu incoronata con decreto della Santa Sede. Il 23 gennaio 1918 Benedetto XV autorizzò la proclamazione di Nostra Signora di Arantzazu quale Patrona principale della Regione Basca.
Nel 1939, all'indomani della guerra civile, i monaci videro la necessità di edificare una nuova basilica al fine di migliorare e abbellire il santuario. Lanciarono pertanto un concorso d'idee. La seconda guerra mondiale interruppe il progetto, che poté essere ripreso alla fine degli anni quaranta.

### La chiesa attuale
I vincitori del concorso furono due giovani architetti: Francisco Javier Sáenz de Oiza (1918-2000) e Luis Laorga. Essi chiamarono a collaborare alcuni pregiati artisti:
- Lucio Muñoz, per affrescare l'abside;
- Jorge Oteiza (1908-2003), per la decorazione della facciata (“Fregio degli Apostoli di Arantzazu”);
- Eduardo Chillida: le quattro porte d'ingresso;
- Nestor Basterretxea (1924-2014): gli affreschi della cripta;
- Xabier Egaña: gli affreschi di Nostra Signora di Gelatxo;
- Javier Álvarez de Eulate: le vetrate.

La costruzione iniziò il 9 settembre 1950 e fu completata tre anni dopo. La base della chiesa è a forma di croce, con abside semicircolare. Vi sono cappelle ai lati dell'ampia navata e tre torri all'esterno. Nel 1962 il pittore Lucio Muñoz (1929-1998) realizzò i dipinti absidali coprendo una superficie di 600 metri quadrati, con l'aiuto dello scultore Julio López e del pittore Joaquín Ramos. Nel 1968 le statue degli Apostoli furono collocate sopra il portone d'ingresso. Jorge Oteiza aveva iniziato a scolpire le statue nel 1953, ma l'anno dopo il vescovo gli aveva ordinato di sospendere il lavoro perché il suo stile non concordava con le sculture classiche usate nelle chiese. In pratica durante i primi 15 anni la facciata della chiesa rimase spoglia.
Nell'estate del 1969, in occasione del V centenario dell'apparizione della Vergine, il complesso strutturale fu inaugurato e la nuova basilica fu consacrata. Rimase da decorare la cripta. Néstor Basterretxea la dipinse negli anni ottanta con una serie di affreschi molto modernisti e di grande impatto, in particolare il Cristo risorto che domina l'altare.
Tra il 2002 e il 2005 sono state attuate delle modifiche sulla spianata, con la costruzione di un nuovo edificio di servizio e di nuove strutture.

## L'edificio
La chiesa è in stile contemporaneo.

Sopra la porta d'ingresso della chiesa appaiono le statue dei “14” apostoli. Infatti, caso probabilmente unico nell'arte religiosa cattolica, ai 12 conosciuti sono stati aggiunti San Paolo e San Barnaba, gli unici che, pur non avendo conosciuto personalmente Gesù, sono ugualmente considerati apostoli. Ogni statua pesa 4-5 tonnellate

## L'immagine della Vergine di Arantzazu

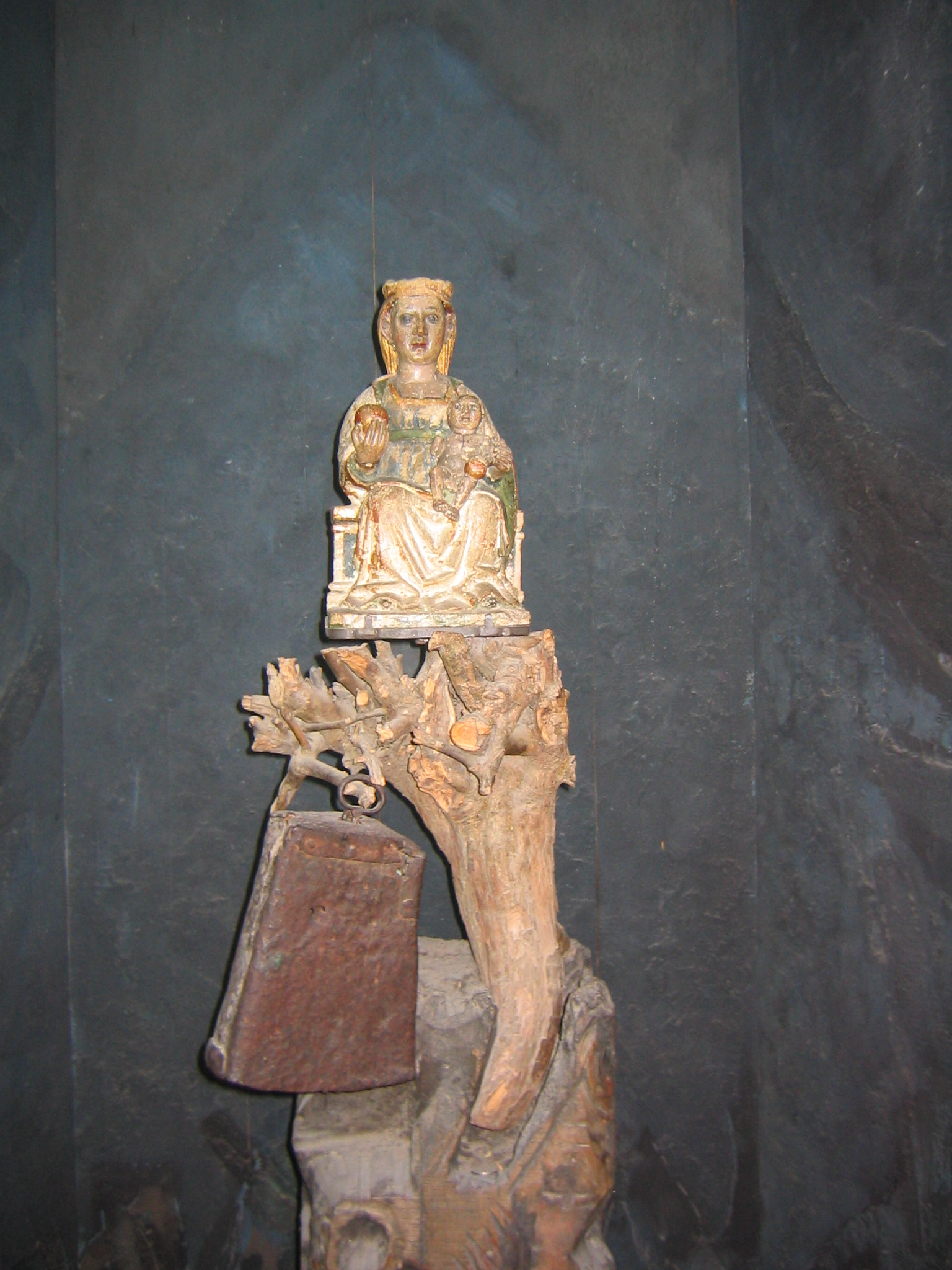
La statua della Vergine di Arantzazu

La statua della Vergine di Arantzazu è scolpita nella pietra con un profilo in stile gotico. La Madonna, in abito regale, appare seduta. Nella mano destra tiene una sfera che simboleggia il mondo e nella sinistra il Bambino Gesù è seduto sulla sua gamba. Misura 36 cm e pesa 9 kg. 
Il suo viso è rappresentato come quello di una ragazza del villaggio in buona salute. Il volto del bambino è meno curato nei dettagli; la sua espressione ieratica fa pensare a un'influenza bizantina. Il Figlio tiene nella mano sinistra un frutto, dello stesso colore della sfera. La Madonna e il Bambino sono seduti su un tronco di biancospino con una grossa campanella (simbolo della vita rurale e della cultura agreste) ai lati.

## Importanza per la lingua basca
Il santuario di Arantzazu è importante anche per la storia della lingua basca: nel 1968, nella cosiddetta «Assemblea di Arantzazu», fu avviato il processo di creazione di una lingua basca unita, che portò alla creazione di un modello di scrittura unificato per tutti i baschi.

## Inno
Ogni domenica, al termine della Messa festiva, viene intonato l'inno della Vergine di Arantzazu. Le parole sono state scritte da J.J. Plana; la musica è stata composta da M. Letamament.

## Cammino dei Tre Templi
Il Cammino dei Tre Templi è un itinerario di fede che attraversa significativamente i tre edifici religiosi di Gipuzkoa. I templi sono: 
- il santuario di Loyola, nel comune di Azpeitia;
- l'eremo di Santa Maria (popolarmente detto “L'Antica”), nel comune di Zumarraga;
- il santuario di Arantzazu.

Il percorso è lungo circa 45 km.

## Galleria d'immagini
Alcune vedute del Santuario della Vergine di Arantzazu.

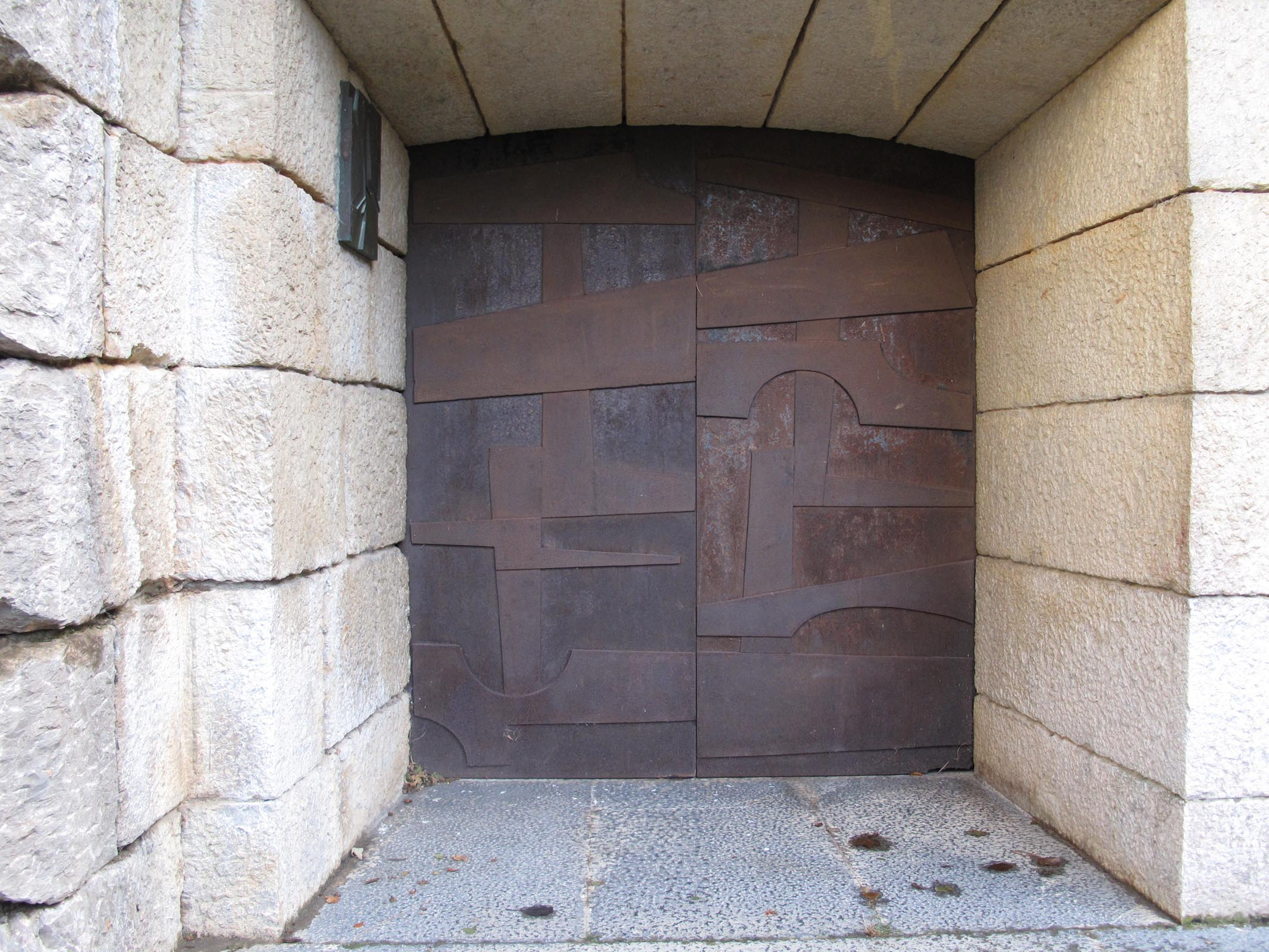
Una delle quattro porte d'ingresso
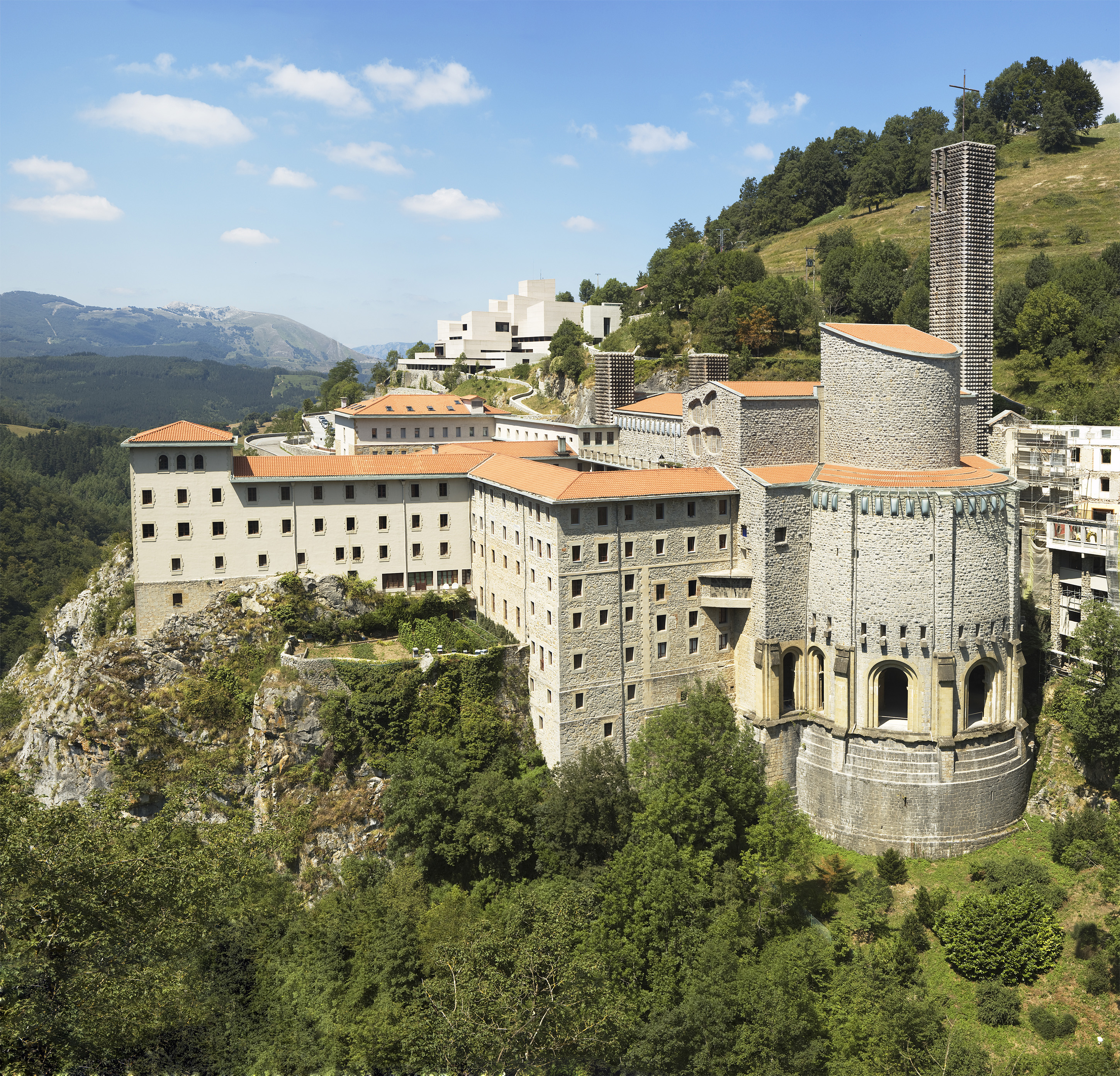
La facciata con le statue dei 14 Apostoli
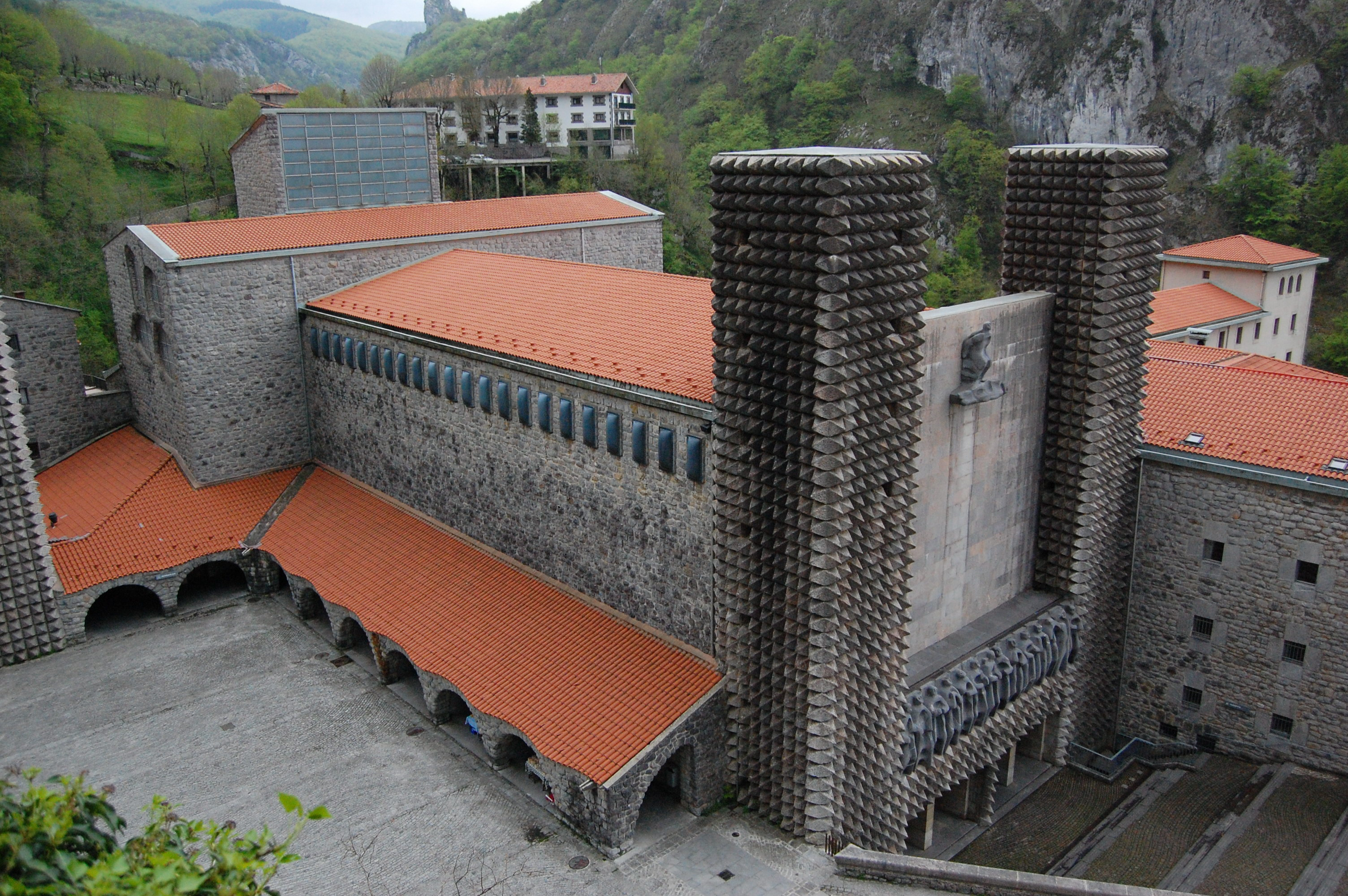
Una visione d'insieme.
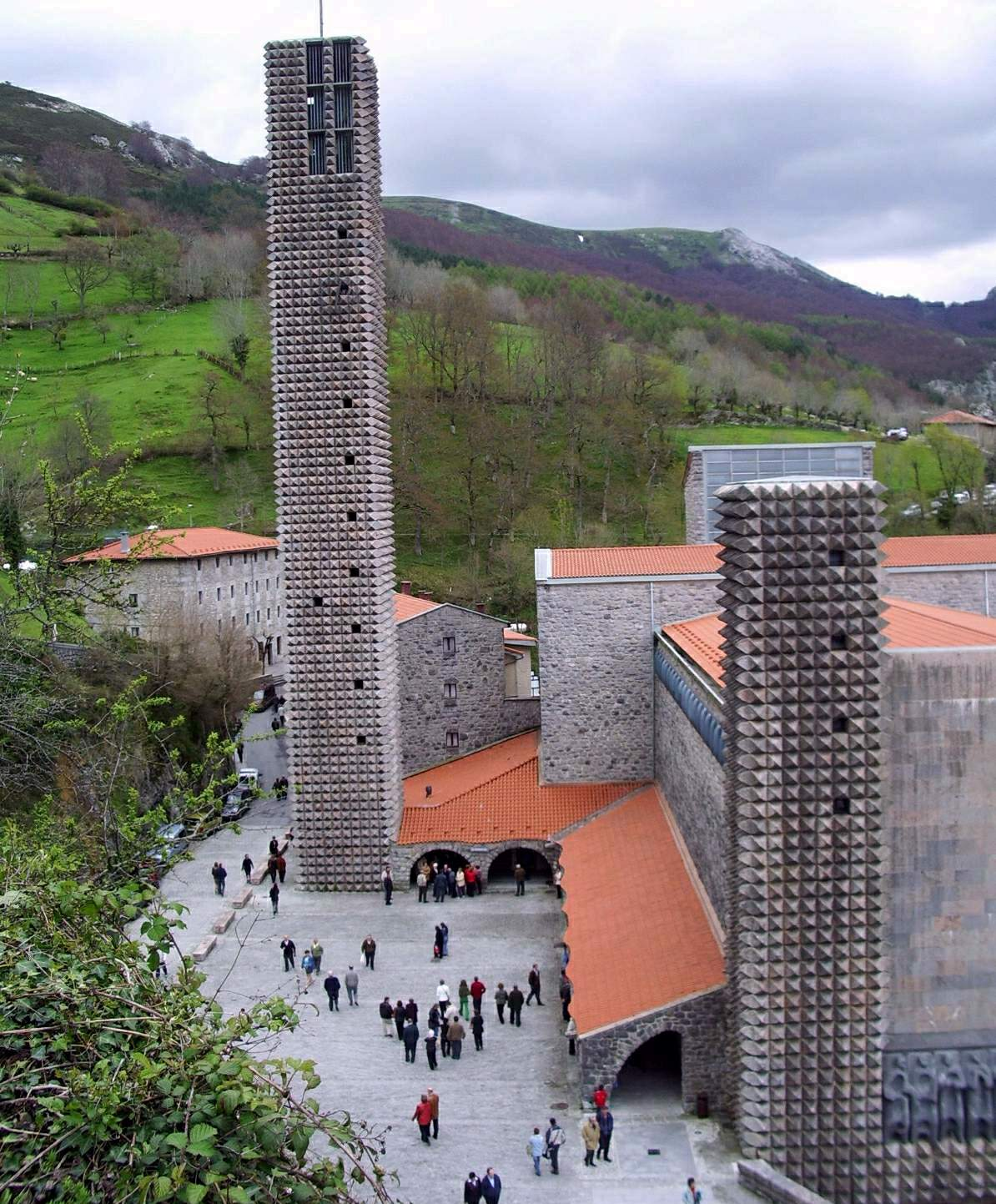
Il santuario visto da un'altra angolatura